# Velichovky

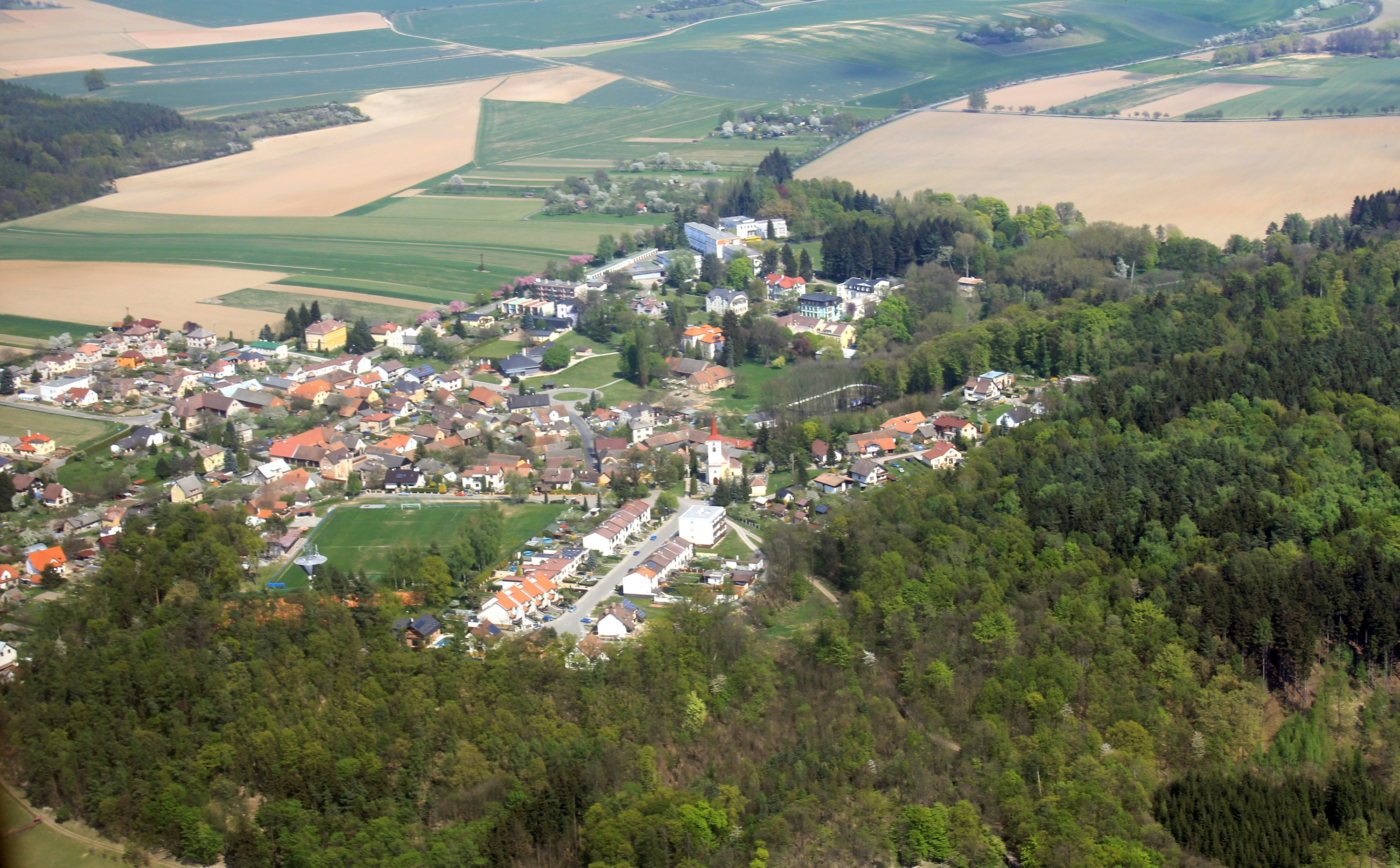
Luftbild

Velichovky (deutsch Welchow) ist eine Gemeinde in Tschechien. Sie liegt fünf Kilometer westlich von Jaroměř und gehört zum Okres Náchod. Velichovky erlangte seit dem Beginn des 20. Jahrhunderts Bedeutung als Moorbad und war zum Ende des Zweiten Weltkrieges das Hauptquartier der Heeresgruppe Mitte.

## Geographie
Velichovky liegt am Fuße des Hügels Chloumek (337 m) in den östlichen Ausläufern des Horschitzer Sandsteinrückens auf der Velichovská tabule (Welchower Tafel) in Ostböhmen. Im Westen liegt das Tal des Baches Litíčský potok und im Osten das des Jordán. Nach Süden schließt sich an das Dorf das Waldgebiet des Panský les an. Südwestlich befinden sich über dem Tal der Hustířanka die Reste der Burgen Rotemberk und Vražba.
Nachbarorte sind Nouzov und Litíč im Norden, Vestec im Nordosten, Rtyně und Cihelny im Osten, Dolní Dolce und Rožnov im Südosten, Neznášov und Habřina im Süden, Hustířany im Südwesten, Chotěborky im Westen sowie Kalmovec und Dubenec im Nordwesten.

## Geschichte
Die erste urkundliche Erwähnung des Dorfes Welichow erfolgte im Jahre 1389 in der Landtafel, als die Witwe des Jířík von Hustířan eine Obligation über das Dorf der Kirche in Žíželeves übertrug. Besitzer des zu den Gütern der Burg Rotemberk gehörigen Ortes war bis zum Ende des 16. Jahrhunderts das Geschlecht der Rodovský von Hustířan.

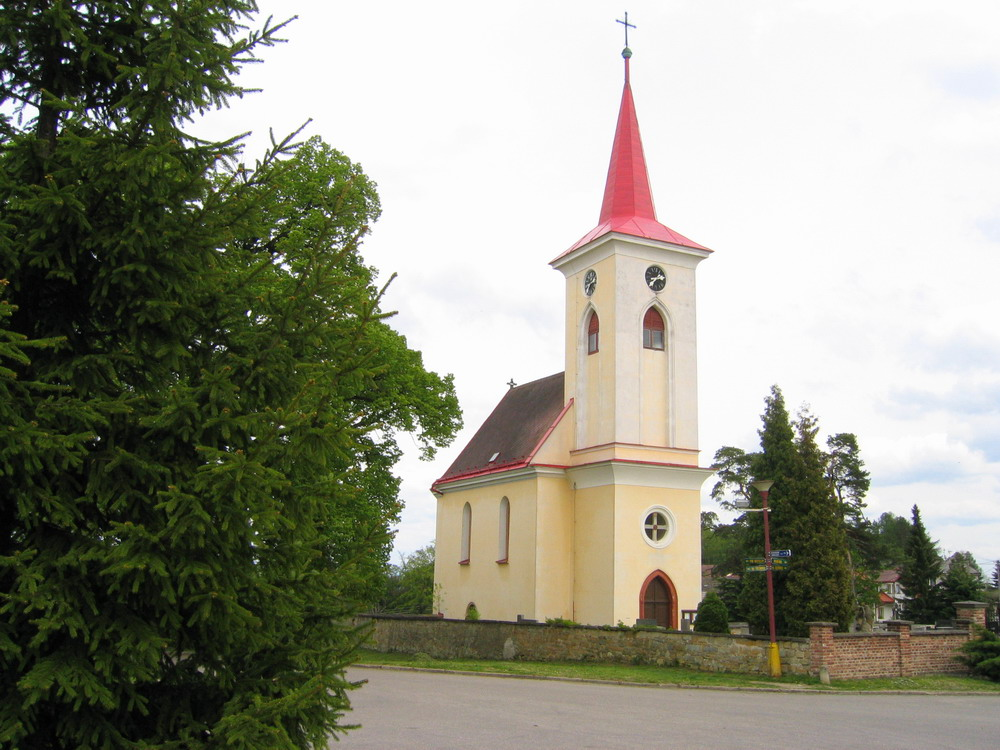
Verklärungskirche

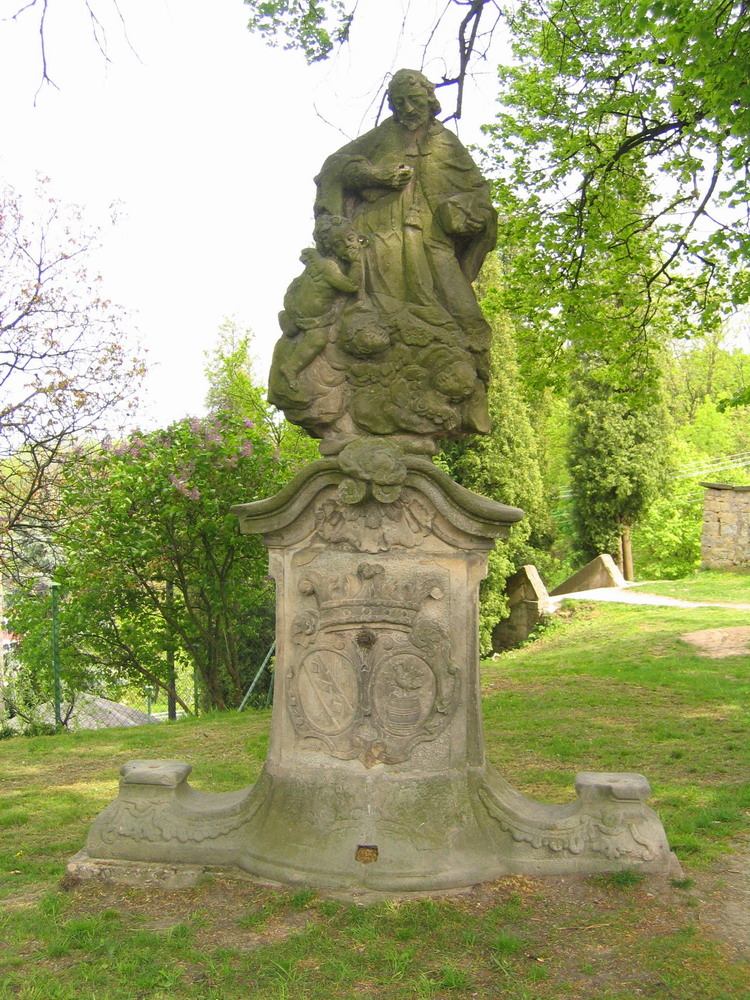
Statue des Hl. Johannes von Nepomuk

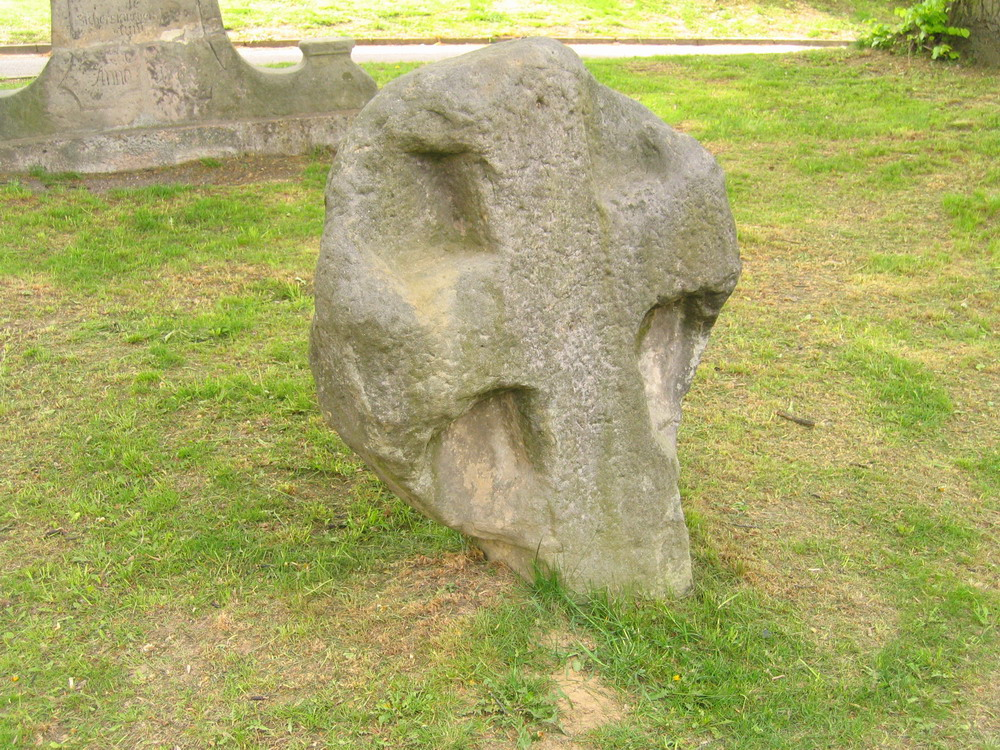
Steinkreuz

1524 ließ Jan der Ältere Rodovský von Hustířan, der den Besitz im Jahre zuvor von seinem Vater übernommen hatte, eine einstöckige hölzerne Feste erbauen, die sich an der Stelle des heutigen Gemeindeamtes befand. Jans Sohn Bavor (1526–1592) erlangte als Alchimist und Astronom am Hofe Rudolfs II. Bedeutung. Nach dem Tode Jans des Älteren fiel der Besitz 1565 an Bavors Bruder Bedřich. Dieser verstarb im Jahre 1591 und fand in der St.-Wenzels-Kirche auf dem Chloumek bei Habřina seine letzte Ruhestätte. Die Herrschaften der Familie Rodovský von Hustířan erbte der kaiserliche Rat Christoph Želínský von Sebuzín, ein Verwandter der Witwe. 1603 kaufte Hannibal von Waldstein, ein Onkel des späteren Heerführers Albrecht von Waldstein, die Herrschaft Velichovky. Hannibal von Waldstein, der auch Besitzer der Herrschaften Arnau, Hermannseifen und Hermanitz war, ließ 1616 eine kalixtinische Kirche erbauen, die um 1627 katholisch wurde. Hannibal von Waldstein verkaufte Velichovky 1620 an Anna Salomena von Horschowitz, die dritte Frau von Christoph Harant von Polschitz und Weseritz. Nach der Hinrichtung ihres Mannes heiratete die Witwe 1625 Hermann Czernin von Chudenitz, der nach ihrem Tode 1632 Besitzer von Velichovky wurde. 1637 erwarb Czernin die Burg Kost und schloss Velichovky an die gleichnamige Herrschaft an. Während des Dreißigjährigen Krieges verwüsteten 1643 die Schweden den Ort und raubten auch die Kirche aus.
1648 begann der Wiederaufbau des Dorfes. Anstelle der Holzhäuser entstanden steinerne Wirtschaftsgebäude. Auch die niedergebrannte Feste wurde durch ein steinernes Schlösschen ersetzt. Im Jahre 1731 erwarb das Geschlecht Mladota von Solopisk die Güter in Velichovky von den Czernin. Der letzte Besitzer aus dem Geschlecht der Mladota war Joseph Christoph Mladota, der die Güter 1760 gemeinsam mit seiner Frau Helene, geborene Tagler von Sicherskirchen, übernahm. 1777 kaufte Johann Paul Patzalt von Adelschwung Velichovy. Patzalt bezog das Schloss und machte Velichovy bis zu seinem Tode im Jahre 1793 zu seinem Sitz und Lebensmittelpunkt. 1803 erwarb Johann Podivin Ritter von Höpflingen und Bergendorf die Herrschaft Welchow. Er war Kreishauptmann des Königgrätzer Kreises und verstarb 1830. Ihm folgte sein Sohn Adalbert († 1861). Nach der Aufhebung der Patrimonialherrschaften wurde Velichovky 1848 eine selbständige Gemeinde im Bezirk Dvůr Králové nad Labem.

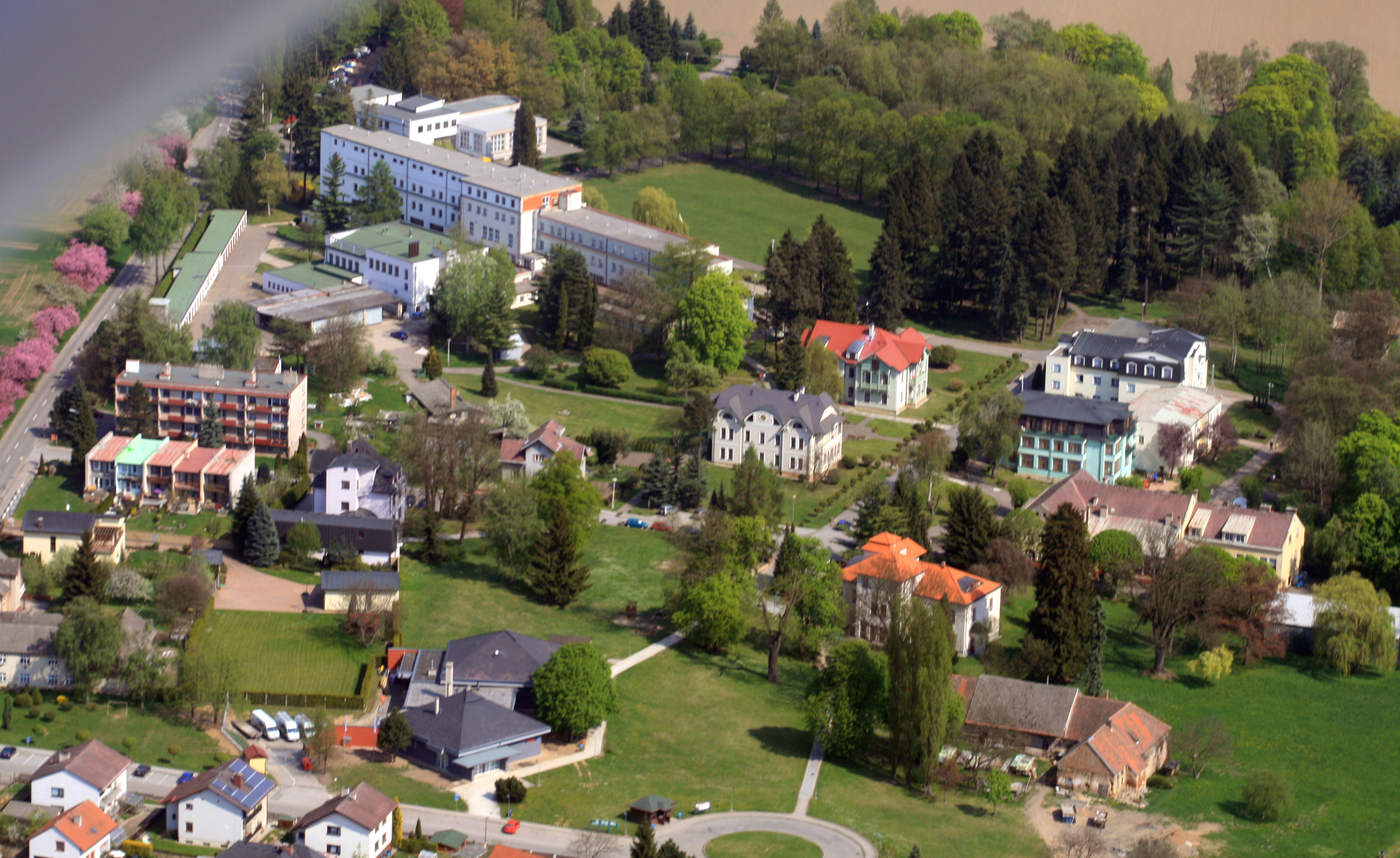
Bad Velichovky

1897 gründeten die Schwestern Berta Freifrau von Bess-Chrostin und Gabriele Freifrau von Spens-Boden, die Töchter des Adalbert von Höpflingen und Bergendorf, am östlichen Ortsrand ein Moorbad. Als Träger des Bades wurde eine Aktiengesellschaft gegründet, deren Hauptaktionär der Graf Harrach auf Bürgles war.
Das Schloss befand sich bis 1907 im Besitz der Familie von Höpflingen und Bergendorf. 1918 erwarb die Tschechoslowakische Zentralverwaltung der Krankenkassen in Prag das Bad Welchow. Nachfolgend wurde das Bad modernisiert und erweitert sowie ein Park angelegt. 1926 weilte der tschechoslowakische Präsident Tomáš Garrigue Masaryk zu einem Kuraufenthalt in Velichovky. Nach ihm wurde das Hauptgebäude des Bades als „Masarykův dům“ benannt.
Während des Zweiten Weltkrieges wurde das Bad Welchow zunächst geschlossen und später als Militärkrankenhaus genutzt. Während der letzten Kriegstage wurde das Areal des Bades am 28. März 1945 unter dem Decknamen „Florian“ zum Hauptquartier des Oberbefehlshabers der Heeresgruppe Mitte, Generalfeldmarschall Ferdinand Schörner und dessen Generalstabes. Das Gelände war hermetisch abgeriegelt und wurde von SS-Mannschaften bewacht. Nördlich des Bades entstand ein Feldflugplatz, auf dem auch die persönliche Maschine Schörners, eine Fieseler Storch, bereitstand. Am 26. April 1945 weilte der Leiter der Protektoratsverwaltung, Karl Hermann Frank, vermutlich in Begleitung von Konrad Henlein, zu einer Besprechung bei Schörner. Zwischen dem 29. April und 4./5. Mai 1945 wohnte General Andrei Andrejewitsch Wlassow in einem Hotel in Welchow und wurde während seines Aufenthaltes von deutschen Militärangehörigen streng überwacht. Am 8. Mai 1945 kam ein US-Militärkonvoi unter Oberstleutnant Robert Pratt mit dem Kurier des Großadmirals Dönitz, Wilhelm Meyer-Detring, nach Bad Welchow und übergab Schörner eine Ausfertigung der deutschen Kapitulationsurkunde. Am Tag darauf setzte sich Schörner nach Österreich ab. Die Rote Armee besetzte Welchow am 11. Mai 1945.
Das Bad wurde nach Kriegsende der Zentralverwaltung der Krankenkassen zurückgegeben und der Badebetrieb wieder aufgenommen. 1950 wurde Velichovky dem Okres Jaroměř eingegliedert; nach dessen Auflösung kam es mit Beginn des Jahres 1961 zum Okres Náchod. Am 1. Juli 1985 erfolgte die Eingemeindung von Hustířany. 1992 wurde das Bad privatisiert und die Aktiengesellschaft „Lázně Velichovky“ gegründet.
Jährlich am 8. Mai wird mit historischen Militärfahrzeugen bei der „Mise Velichovky“ (Mission Welchow) an die Übergabe der Kapitulationsurkunde an Generalfeldmarschall Schörner erinnert.

## Gemeindegliederung
Die Gemeinde Velichovky besteht aus den Ortsteilen Hustířany (Hustirschan) und Velichovky (Welchow).

## Sehenswürdigkeiten
- Kirche „Verwandlung des Herrn“, erbaut 1616 im Renaissancestil. 1848 erfolgte der Anbau des Kirchturmes, gleichzeitig wurde der spätgotische hölzerne Glockenturm neben der Kirche abgetragen und an dessen Stelle zwei Linden gepflanzt.
- Badeanlagen des Lázně Velichovky mit Kurpark
- Schloss Velichovky, errichtet im 17. Jahrhundert; bei dem im Jahre 2000 erfolgten Umbau zum Gemeindeamt ging die historische Bausubstanz des Schlosses verloren
- Statue des Hl. Johannes von Nepomuk aus dem Jahre 1760
- Steinkreuz von 1,3 m Höhe und 1,04 m Breite; der Zeitpunkt der Aufstellung ist unbekannt
- Glockenturm der Tschechoslowakischen Hussitischen Kirche, aus Beton, errichtet 1933 am Weg zur Kirche

## Persönlichkeiten
- Bavor Rodovský z Hustiřan (1526–1592), Astronom und Alchimist